# Anabremia medicaginis
Anabremia medicaginis är en tvåvingeart som beskrevs av Rubsaamen 1917. Anabremia medicaginis ingår i släktet Anabremia och familjen gallmyggor. Inga underarter finns listade i Catalogue of Life.